# Torneo de Chennai 2014
El Aircel Chennai Open (Torneo de Chennai) es un evento de tenis de la serie 250, se disputó en Chennai, India en el SDAT Tennis Stadium desde el 30 de diciembre de 2013 hasta el 5 de enero de 2014.

## Cabeza de serie

### Individual masculino
| Tenista                | Ranking | Preclasificada |
| Stanislas Wawrinka     | 8       | 1              |
| Mijaíl Yuzhny          | 15      | 2              |
| Fabio Fognini          | 16      | 3              |
| Benoît Paire           | 36      | 4              |
| Vasek Pospisil         | 32      | 5              |
| Janko Tipsarević       | 36      | 6              |
| Marcel Granollers      | 38      | 7              |
| Édouard Roger-Vasselin | 52      | 8              |

- Ranking del 23 de diciembre de 2013

### Dobles masculino
| Tenista                            | Ranking | Preclasificada |
| Rohan Bopanna Aisam-ul-Haq Qureshi | 28      | 1              |
| Andre Begemann Martin Emmrich      | 91      | 2              |
| Johan Brunström Frederik Nielsen   | 106     | 3              |
| Scott Lipsky Rajeev Ram            | 109     | 4              |

## Campeones

### Individuales masculinos
Stanislas Wawrinka venció a  Édouard Roger-Vasselin por 7-5, 6-2

### Dobles masculinos
Johan Brunström /  Frederik Nielsen vencieron a  Marin Draganja /  Mate Pavić por 6-2, 4-6, [10-7]